# Fred Sandberg
Fredrik (Fred) Wilhelm Efraim Sandberg, född den 6 juli 1881 i Härja församling, Skaraborgs län, död den 15 juli 1955, var en svensk skol- och ämbetsman. Han var bror till Emanuel Sandberg.
Sandberg avlade mogenhetsexamen i Skara 1899 och blev student vid Uppsala universitet samma år, där han avlade filosofie kandidatexamen 1902 och filosofie licentiatexamen 1908. Han var vikarierande adjunkt vid högre allmänna läroverket i Skara vårterminen 1906, amanuens i Ecklesiastikdepartementet  från 1909, i Kommerskollegium 1909–1912, i Socialstyrelsen 1913–1916, tillförordnad kanslisekreterare i Ecklesiastikdepartementet 1909, tillförordnad byråchef där 1914, 1:e kanslisekreterare 1917, kansliråd i Kunglig Majestäts kansli 1918, tillförordnat kansliråd i Ecklesiastikdepartementet samma år och ordinarie 1921. Sandberg var sekreterare hos sakkunniga i ett stort antal frågor på undervisningsområdet, som hos dem som utredde nykterhetsundervisningen 1917–1918, sexualundervisningen 1919–1921, skolväsendets organisation 1924–1926 och hos 1927 års skolsakkunniga 1927–1930. Han var ordförande för extralärarsakkunniga 1934, ledamot av läroverkslönesakkunniga 1936, ledamot och sekreterare hos 1936 års lärarutbildningssakkunniga 1938 och hos 1940 års skolutredning 1940. Han utgav översättningar och skrev uppsatser i tidningar och tidskrifter. Sandberg blev riddare av Nordstjärneorden 1920, kommendör av andra klassen av samma orden 1934 och kommendör av första klassen 1947.